# Трейсі Белбін
Трейсі Белбін (англ. Tracey Belbin, 24 червня 1967) — австралійська хокеїстка на траві.
Олімпійська чемпіонка 1988 року, учасниця 1992 року.
Переможниця Трофею чемпіонів 1991 року, срібна призерка 1987, 1989 років.
Срібна призерка Чемпіонату світу 1990 року.